# Willi Korte
Wilhelm A. Korte (* 1954) ist ein deutscher Jurist, Historiker und Provenienzforscher.

## Leben
Korte studierte Geschichte, Rechtswissenschaft und Politik an der Freien Universität Berlin, an der Universität München und an der Georgetown University in Washington D.C. Korte ist in den 1980er Jahren nach Washington D. C. gereist, um im National Archive Besatzungsakten zu studieren. Danach hat er sich auf die Recherche, Identifikation und Restitution von Kunstwerken spezialisiert, die während der Naziherrschaft, im Zweiten Weltkrieg sowie unmittelbar danach verloren gegangen waren (sogenannte Raub- oder Beutekunst). Hierzu greift er auf sein Spezialwissen über private und öffentliche Archivbestände zur Kriegs- und Nachkriegszeit zurück.
Korte ließ in den 1990er Jahren von den US-Behörden vor allem im New Yorker Kunsthandel Werke konfiszieren, die nach dem Zweiten Weltkrieg von den Russen als Trophäenkunst abtransportiert wurden. Später arbeitete er mit einer Anwaltskanzlei zusammen, um für jüdische Privatleute Besitzansprüche geltend zu machen. Bekanntheit erlangte er, als er den verschollenen Quedlinburger Domschatz aufspürte und aus den Vereinigten Staaten zurück nach Deutschland bringen konnte. Er arbeitet für die Kanzlei Andrew & Kurths.
2013 recherchierte er in Düsseldorf im Auftrag des Max Stern Art Restitution Project und äußerte sich verschiedentlich zum Schwabinger Kunstfund.